# 城関区 (ラサ市)
城関区（じょうかんく）は中華人民共和国チベット自治区ラサ市の市轄区の一つ。同市の主要市街に当たる。
古都ラサとツェルグンタン、ドデ等の村々から構成される市区。チベットの政治・経済・文化の中心である。1960年に古都ラサと郊外、隣接諸県からなる地級市としてのラサ市が設置され、1961年に古都ラサと郊外を範囲とする市区が設置された。総面積554平方キロ、都市面積54平方キロ。常住人口16万人、流動人口10万人前後。住人はチベット族を主とする。

## 行政区画
12街道を管轄：
- 街道：パルコル（八廓）街道、キレー（吉日）街道、吉崩崗街道、扎細街道、クンデリン（公徳林）街道、嘎瑪貢桑街道、両島街道、金珠西路街道、ツェル・グンタン（蔡公堂）街道、奪底街道、娘熱街道、納金街道

## 交通

### 道路

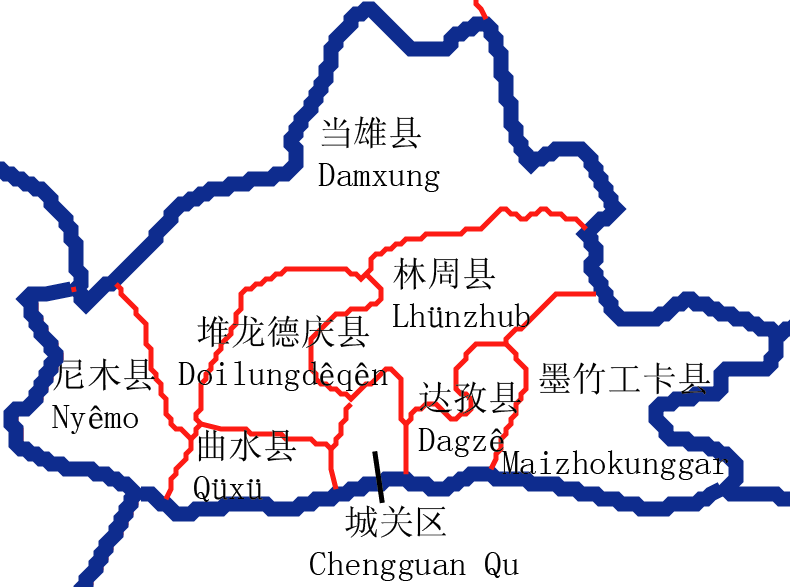
ラサ市の行政区画

- 国道
  - G109国道
  - G318国道